# ユナイテッドツアーズ
株式会社ユナイテッドツアーズ（United tours Co., Ltd.）は東京都千代田区に本社を置く日本の旅行会社。

## 概要
1974年に創業。株主は近畿日本ツーリストグループを統括するKNT-CTホールディングス株式会社。中華人民共和国への配慮から、同じ会社で中華人民共和国の旅行商品と中華民国（台湾）の旅行商品を扱わなかったため、近畿日本ツーリストの中華民国専門の旅行会社として設立。同様の例として、JTBのSTC（Southeastasian Travel Center）、ジャルパックのアジア旅行開発などがある。その後の国際情勢の変化で、多くは親会社への吸収など事業停止した中、現在でも中華民国専門の旅行会社として残る、数少ない会社である。
現在は海外航空券などのホールセール（卸売）事業を核として、海外団体旅行の手配、台湾事業などの旅行会社向け事業を主に展開している。

## 沿革
- 1974年（昭和49年）
  - 4月 - 東京都港区に株式会社聯友旅行を設立。
  - 10月 - 運輸大臣登録一般旅行業300号取得。
- 1975年（昭和50年）10月 - 台湾旅行パッケージ「ランブルツアー」の販売を開始。大阪営業所を開設。
- 1980年（昭和55年）11月 - 福岡営業所を開設。
- 1983年（昭和58年）
  - 1月 - 株式会社ユナイテッドツアーズに社名変更。
  - 2月 - 海外格安航空券の販売を開始。
- 1987年（昭和62年）1月 - 名古屋営業所を開設。
- 1993年（平成5年）4月 - ACOSTA海外留学情報センターを開設。
- 2006年（平成18年）4月 - 札幌支店を開設。
- 2012年（平成24年）4月 - ACOSTA海外留学情報センターが留学サービス審査機構（J-CROSS）から認証を受ける。
- 2018年（平成30年）8月 - クレジットカード業界の情報セキュリティ基準「PCI DSS」に準拠。